# Hexatoma (Eriocera) capensis
Hexatoma (Eriocera) capensis is een tweevleugelige uit de familie steltmuggen (Limoniidae). De soort komt voor in het Afrotropisch gebied.